# Сува-тайся
Сува-тайся (яп. 諏訪大社 сува-тайся) — комплекс из четырёх синтоистских святилищ, расположенный вокруг озера Сува в префектуре Нагано, Япония. Является одним из четырёх святилищ в Японии, где сохранилось поклонение непосредственно горе.

## Расположение и архитектура
Комплекс состоит из пары «верхних святилищ» — Камися (яп. 上社) и пары «нижних святилищ» — Симося (яп. 下社), отстоящих друг от друга на километр. Камися состоит из Хоммия (яп. 本宮, «главного храма», расположенного в городе Сува) и Маэмия (яп. 前宮, «переднего храма», расположенного в соседнем городе Тино), а Симося — из Акимия (яп. 秋宮, «осеннего храма») и Харумия (яп. 春宮, «весеннего храма»), расположенных в посёлке Симосува.
Так как синтаем верхнего храма считается гора Мория (Мория-сан, 1651 м), храм не имеет хондэна, а лишь хайдэн. В нижнем храме роль синтая выполняют священные деревья (симбоку).
Во всех храмах, кроме Маэмия, главным строением является хэйхайдэн (яп. 幣拝殿), к которому с обеих сторон примыкают боковые крылья — сайю-ката-хайдэн. Хэйхайдэн внешне похож на ворота ромон и имеет сложный щипец в стиле карахафу. Нынешние здания возведены в 1838 году, более ранние строения 1617 года постройки были перенесены в святилище Оккото-Сува (яп. 乙事諏訪神社), расположенное в посёлке Фудзими. Во всех трёх храмах есть также кагурадэн (зал для ритуальных танцев кагура); в Акимия он украшен огромной ритаульной верёвкой симэнава, сплетённой под руководством мастеров из храма Идзумо-тайся. В Маэмия главное здание выглядит проще и скрыто за дощатым забором.
Сува-тайся является одним из «храмов сотворения страны» (яп. 国作り神社 кунидзукури-дзиндзя) (другие два — Исе и Идзумо), в которых столбы из отёсанных стволов деревьев играют важную ритуальную роль. Столбы меняют каждые 6 лет в ходе мацури Омбасира.

## История
Впервые святилище упоминается в Нихон Сёки, где указано, что на пятом году правления императрицы Дзито (690 г. н. э.) в храм был отправлен посланник.
Оно присутствует в «Энгисики» под названием Минакатами-дзиндзя. В средневековье оно являлось главным святилищем (ити-но-мия) провинции Синано.
В 1872 году камися и симося были объединены в одно святилище, которое получило статус кокухэй-тюся (яп. 国幣中社 среднего национального храма), в 1896 году его статус повысили до кампэй-тюся (яп. 官幣中社 среднего императорского храма), а в 1916 оно получило высший ранг поддерживаемых государством святилищ — кампэй-тайся (яп. 官幣大社 большого императорского храма), который сохраняло до отмены этой системы после Второй мировой войны.

## Мифология
В Сува-тайся поклоняются божеству Такэминаката, сыну Окунинуси, и его жене Ясакатомэ. Согласно мифу об «уступке страны» (Куни-юдзури), включённого в Кодзики и Нихон Сёки, Такэмикадзути, посланец Аматэрасу, спустился на землю Идзумо и потребовал от Окунинуси добровольно передать его владения небесным богам — богине солнца и её потомкам. Посоветовавшись со своим старшим сыном Яэкотосиронуси, Окунинуси решает согласиться на требования Аматэрасу, но младший сын, Такэминаката, не соглашается и вступает в схватку с её посланцем. В результате небесный посланец сминает и отбрасывает Такэминакату, «как молодой тростник», тот терпит поражение и бежит к озеру Сува в краю Синано. По японской традиции, схватка между Такэминаката и Такэмикадзути является первым описанием борьбы сумо.
Такэминакате поклоняются в главном храме — Хоммия, а его жене — в переднем храме — Маэмия, а в нижних храмах поклоняются обоим вместе (а с некоторого времени — и Яэкотосиронуси, брату Такэминакаты). В верхних храмах воплощением ками является гора, в нижних — священное дерево. Кроме того, воплощением или символом божеств являются змея и дракон. Собирательно местных божеств называют Сува-оками. В средневековье, с распростарнением синто-буддийского синкретизма, согласно концепция хондзи суйдзяку, ками Сува считались воплощением бодхисаттвы Фугэна. До эры Мэйдзи между Маэмия и Хоммия стоял зал «Фугэн-до» и пагода, где монахи ежегодно приносили в дар местным богам Лотосовую сутру.

## Мацури
Каждый год в святилище проводят около 150 различных ритуалов и праздненств (мацури)
Самым известным из них является Омбасира-сай или Омбасира-мацури (яп. 御柱祭, «праздненство священного столба»), проводимый раз в шесть лет (в год обезьяны и в год тигра, напр. 2016 и 2022) со времён императора Камму (конец VIII — начало IX веков).
Другим важным ритуалом является Омиватари, обычно проводимый в январе или феврале. Зимой озеро Сува замерзает и покрывается льдом толщиной до 30 см. Время от времени оттепели и тёплые подводные источники приводят к тому, что лёд трескается, трещины заполняются водой, которая замерзает и расширяется. Тогда лёд ломается и образует торосы, по которым прихожане пытаются переправиться на другой берег. Кроме того, жрецы святилища Яцуруги в Сува предсказывают погоду и урожай с помощью трещин. Считается, что данное явление происходит, когда Такэминаката переходит озеро из Камися в Симося, чтобы навестить свою жену.